# تيسا فارو
تيسا فارو (بالإنجليزية: Tisa Farrow)‏ هي ممرضة وممثلة أمريكية، ولدت في 22 يوليو 1951 بلوس أنجلوس في الولايات المتحدة.

## أعمال

### أفلام
- (1979) مانهاتن[5]

## وصلات خارجية
- تيسا فارو على موقع IMDb (الإنجليزية)
- تيسا فارو على موقع ألو سيني (الفرنسية)
- تيسا فارو على موقع أول موفي (الإنجليزية)
- تيسا فارو على موقع قاعدة بيانات الأفلام السويدية (السويدية)
- تيسا فارو على موقع قاعدة بيانات الفيلم (الإنجليزية)
- تيسا فارو على موقع كينوبويسك (الروسية)